# ゴメス (ウルトラ怪獣)
ゴメスは、特撮テレビドラマ『ウルトラQ』をはじめとする「ウルトラシリーズ」に登場する怪獣。別名は古代怪獣。

## 『ウルトラQ』に登場するゴメス
第1話「ゴメスを倒せ！」に登場。
学名はゴメテウス（GOMETIUS）。東海弾丸道路・第三工区の地底から出現する。設定では新生代第三紀ごろに生息していた肉食性の獰猛な原始哺乳類であるが、劇中では変温動物であると説明されており、地中温度の上昇によって長い眠りから覚めた。
後頭部には、前方へ向かって弧を描くように曲がった一本角がついている。発達した前腕で地中を掘り進み、両手の鋭い爪と長い牙を武器とする。大きな甲羅状の頑丈な皮膚を背中に備え、敵の攻撃から身を守る。長く地中に生息していたことから、カメラのフラッシュ光などの強い光を苦手とする模様。第三工区の北トンネル工事現場でリトラと対決し、尾を叩きつけたり牙で噛みついたりと獰猛な戦い方で一時は善戦するが、嘴で右目を突かれて形勢が逆転し、最後はリトラのシトロネラアシッドに敗れて絶命する。
- スーツアクターは中島春雄[出典 7]。中島は、ゴジラなど主役怪獣を演じることが多いため絶命するシーンを演じることが少なく、やられ芝居を張り切ってやったと述懐している[13]。また、斜面で尻餅をつくシーンは、演技ではなく実際によろめいたものだったと証言している[13]。
- デザインは東宝特殊美術課の井上泰幸[4]。準備稿と決定稿の冒頭には「哺乳類、胎生、肉食。姿形稍アザラシ状。前後肢に稍退化せるも水かき、特に前肢が極端に発達し、鋭い爪を持ち、上顎より牙が生えている」との記述があり、四足歩行の怪獣と想定されていた[4][15]。
- 着ぐるみは1964年公開の東宝映画『モスラ対ゴジラ』で制作されたゴジラを流用[出典 8]。当初は、『妖星ゴラス』に登場するマグマの着ぐるみが使用される予定だった[22]。『三大怪獣 地球最大の決戦』の撮影終了後に利光貞三、八木康栄・勘寿、開米栄三、村瀬継蔵らによって改造され[17]、円谷特技プロに貸し出された。ゴジラの胴体にサラシを巻き、その上に甲羅や鱗を盛って口の付近に髭をつけるという改造について、開米は「この手法は戻すのも簡単」と述べている[23]。ゴジラのスーツアクターでもあった中島は、一目見てゴジラの着ぐるみだとわかったという[13]。
  - 撮影終了後、ゴメスは返却先の東宝特美課にて『怪獣大戦争』で制作された「大戦争ゴジラ」の頭を挿げ替え、同年5月に上野赤札堂デパートで開催された「怪獣展」に展示された[24]。その後、この「三大怪獣ゴジラの胴体」と「大戦争ゴジラの頭」を接合したゴジラは再び円谷特技プロに貸し出され、開米ら東宝特技課によってジラースに改造された[24][注釈 1]。さらに、このゴジラは再返却先の東宝特美課にて『三大怪獣 地球最大の決戦』時の状態に戻された後、7月から『ゴジラ・エビラ・モスラ 南海の大決闘』でのプール撮影に使用された[24][25]。
  - 特技監督の有川貞昌の長男は、有川が使わなくなったゴメスの着ぐるみを頭部と尾がない状態で自宅へ持ち帰ってきていたと証言している[26]。
- 鳴き声は動物園の動物の声を録音して使用したもの[27]。
- ゴメスは身長が10メートルという設定のため、ミニチュアセットは1/5スケールで造られた[4]。
- 第18話「虹の卵」のシナリオ第一稿と第二稿ではゴメスが再登場する予定だったが、撮影時には着ぐるみがすでに東宝でゴジラに戻されていたため、第三稿（決定稿）より新怪獣パゴスに変更された[28][29]。
- 『総天然色ウルトラQ』では、ベースとなったゴジラの黒茶系の色に撮影で用いた砂や赤土がついて黄茶系になると推測したうえ、特撮では巨大なものには青い照明が用いられることから、緑系で着色された[5][3]。また、本放送当時のソノシートや怪獣ノートなども参考にされた[30]。側頭部の突起は、胴体と同じくウレタンで作られているものという推測から、頭頂部の角とは異なる肉襞と解釈された[3]。
- 古城武司の漫画版『ウルトラQ』ではリトラは登場せずゴメスが単独で出現する展開となっており、史実の戦時猛獣処分を下地にした動物園の飼育員とゴメスの交流を主軸とした物語が描かれている。

## 『ウルトラマンZ』に登場するゴメス
『ウルトラマンZ』に登場。作中世界には身長や体重の異なる2種が存在するが、後述するゴメス（S）と分けられてはいないので、2種ともここに記述する。

### 第1話に登場する個体
第1話「ご唱和ください、我の名を！」に登場。
地底から出現し、東京都の市街地の住民たちを驚かせる。逃げ遅れた犬を助けようとするナツカワハルキを追い始めたところに駆けつけたセブンガーの一撃によってビルに叩きつけられ、活動を停止する。
- スーツアクター：新井宏幸
- 後述するゴメス（S）とは違って『Q』の登場個体に沿った種であるため、身長が55メートルというセブンガーとの体格差も描かれ、目の前に降り立ったセブンガーの大きさを見て逃げ出すように見える行動を取っている。
- セブンガーが50メートル級の怪獣を倒してしまうと、ウルトラマンゼットが出てきたときに弱く見えるため、50メートルに足らずちょうど良い身長であったゴメスが選ばれた[34]。セブンガーとの戦いでは別撮りの合成になることから、人々が実景の中で逃げ惑うところに合成させている[34]。なお、後述の調布駅前も含めて実景合成が好評を得たことから、後年の『ウルトラマンブレーザー』第1話では舞台となる池袋との実景合成を同話のほぼ全編に渡って用いることとなった[35]。
- ゴメスが市街地を蹂躙していくシーンは日活撮影所が所在する調布駅前にて撮影されており、その際にはビックカメラ京王調布店が映り込むことから、同店舗では感謝を込めたPOP広告と特集コーナーが設置された[36][34]。その後も同店舗では、『Z』が第52回星雲賞（映画演劇部門・メディア部門）を受賞した際にはセブンガーとの対峙シーンを再現したジオラマに感謝の垂れ幕が添えられた[37]ほか、次作の『ウルトラマントリガー NEW GENERATION TIGA』第7話にゼットとハルキが客演する際にもハッシュタグ「#おかえりウルトラマンZ」を添えたPOP広告と特集コーナーが設置された[38]。

### 第23話に登場する個体
第23話「悪夢へのプレリュード」に登場。
葛葉山でのウルトロイドゼロとデマーガの交戦中に地底から出現し、デマーガやパゴスと共にウルトロイドゼロを追いつめるが、同機体のD4レイによって2頭と共に消滅させられる。
- スーツアクター：岡部暁
- 容姿は第1話の登場個体と同様であるが、身長や体重が大幅に異なることから、作中の台詞でも別種として区別されている。

## 『シン・ウルトラマン』に登場するゴメス
映画『シン・ウルトラマン』に登場。
同作品における初の巨大不明生物として出現し、「ゴメス」と命名される。想定をはるかに超える甚大な被害を出すが、自衛隊の総力戦によって駆除される。
- 原典と同様にゴジラの3DCGモデルを流用され、劇中でも原典と同様に眼のアップから始まっている[42]。全身形状案は、『シン・ゴジラ』に登場したゴジラ第4形態の形状検討用として制作された1号の雛型の写真に加筆したものとなっている[43]。
- 体色については、劇中では全身がほぼ漆黒で占められていたが、2023年にムービーモンスターシリーズの1つとして立体化された際には、胸から腹にかけてが青緑に塗られている[44]。

## 古代怪獣 ゴメス（S）

### 『ウルトラギャラクシー大怪獣バトル NEVER ENDING ODYSSEY』に登場するゴメス（S）
特撮テレビドラマ『ウルトラギャラクシー大怪獣バトル NEVER ENDING ODYSSEY』第1話「レイオニクスハンター」、第2話「レイオニクスバトル」に登場。
地球に出現した通常のゴメスの同族よりも特別な大型種であり、初代と比べて身長・体重が倍増している。ガッツ星人（RB）に操られている。惑星ハマーに迷い込んだレイとヒュウガの乗るゴースタードラゴンの前に出現し、続いて現れたマグラーと死闘を繰り広げる。その後、レイのゴモラと対決するが、戦いの途中で回収されて姿を消す。
第2話で再び送り込まれてゴモラと戦い、一時は善戦するもリトラの火球を2発受けて形勢を逆転され、最後は零距離超振動波（ゼロシュート）に敗れる。
- 名前につく「S」はSpecial（スペシャル）を意味する[注釈 2]。
- スーツアクター：寺井大介
- 『Q』以来42年ぶりの映像出演であり、カラー映像作品への登場は初めてである[49]。
- オープニングではアーストロンと対決している。

### 『大怪獣バトル ウルトラ銀河伝説 THE MOVIE』に登場するゴメス（S）
映画『大怪獣バトル ウルトラ銀河伝説 THE MOVIE』に登場。
ウルトラマンベリアルのギガバトルナイザーの力で怪獣墓場から復活し、ベリアルが操る怪獣軍団の1体として、他の怪獣軍団と共にウルトラ戦士たちやレイの怪獣たちに襲いかかる。バルタン星人やゼットンなどと共に初代ウルトラマンを襲うが、最後はベリアルのギガバトルナイザーによる攻撃に巻き込まれて爆散する。
また、初代ゴメスが百体怪獣ベリュドラの首を構成する怪獣の1体となっている。

### 『ウルトラマンサーガ』に登場するゴメス（S）
映画『ウルトラマンサーガ』に登場。
バット星人により、怪獣墓場から怪獣兵器の実験場となったフューチャーアースの地球に連れて来られた個体。グビラと共にバット星人に操られて出現し、ウルトラマンコスモスやウルトラマンゼロ（不完全な変身状態にあるため、約5メートル程度）と戦う。最終的にはコスモスに鎮められたが、それを良しとしないバット星人に処刑される。
- 地中から現れるシーンは『モスラ対ゴジラ』でゴジラが倉田浜干拓地から出現するシーンへのオマージュであり、これは元々ゴメスがゴジラの着ぐるみの改造であることを意識した演出である[56]。

### 『ウルトラマンX』に登場するゴメス（S）
特撮テレビドラマ『ウルトラマンX』第15話「戦士の背中」に登場。
市街地に現れてジオバズーカやウルトライザーによる攻撃にも怯まずに暴れ続け、その屈強な身体や怪力でウルトラマンエックスとも互角以上の戦いを繰り広げ、接近戦では勝ち目がないとまで言わしめる。地中へ一旦撤退した後、ダークサンダーエナジーを浴びて凶暴化されたことにより再び地上に出現すると、口から放つ破壊光線や全身から放つ衝撃波も用いてエックスを圧倒し、神木の操るサイバーゴモラとエクシードXの連携攻撃にも退かない強さを見せつけるが、最後はエクシードエクスラッシュでダークサンダーエナジーを浄化され、サイバーゴモラのサイバー超振動波とエックスのザナディウム光線を立て続けに受け、スパークドールズへ戻される。
- スーツアクター：新井宏幸
- 第15話を監督した田口清隆は、初代ゴメスのスーツの改造元であるゴジラのような強敵として描いたと述べている[61]。
- 脚本では世界中を移動しているという展開であったが、ゴメスでは海溝を潜れないだろうという意見を汲み、日本国内に留まった[62]。

### 『ウルトラマンオーブ』に登場するゴメス（S）
特撮テレビドラマ『ウルトラマンオーブ』第24話「逆襲の超大魔王獣」に登場。
テレスドンやデマーガと共に夕暮れの東京の繁華街に出現。全エネルギーを地底に潜むマガタノオロチに吸い取られたため、ハリケーンスラッシュ形態で現れたウルトラマンオーブと一戦も交えることなく、他の2体と共に突如倒れて死亡する。
- スーツアクター：稲庭渉[66]
- このシーンの登場怪獣は、第24話監督の田口清隆が前作『ウルトラマンX』で担当した回の登場怪獣から選ばれた[67]。

### 『ウルトラマンR/B』に登場するゴメス（S）
特撮テレビドラマ『ウルトラマンR/B』第10話「湊家の休日」に登場。
愛染マコトによって召喚された個体であり、冒頭でウルトラマンロッソやウルトラマンブルと交戦して苦戦させるが、最後はブルグランドのアースブリンガーとロッソウインドのスペリオン光線を連続で受け、倒される。

### 『ウルトラマンデッカー』に登場するゴメス（S）
特撮テレビドラマ『ウルトラマンデッカー』第17話「過去よりの調べ」に登場。
地中より出現し、鋭い牙と爪でコミエシティの無人迎撃砲台を破壊する。ゴメス程度は砲台で倒せて当然と侮っていたメトロン星人ナイゲルを動揺させるほか、前回の対パンドン戦で左腕に負った傷がまだ治りきっていないウルトラマンデッカー フラッシュタイプを怪力で圧倒するが、ナースデッセイ号による援護攻撃で怯んだところを、ダイナミックタイプに変身したデッカーのデッカーサイキックによって身動きを封じられたうえで上空へ浮遊させられ、ネオマキシマナースキャノンで爆砕される。
なお、ナイゲルとGUTS-SELECTの面々の会話から、作中世界では過去にも10メートル級の従来種が出現して倒されていたことが示唆されており、その際に得られたデータよりも巨体の大型特別種であることから、「ゴメス（S）」として区別されている。
- スーツアクター：梶川賢司

## 古代怪獣 ゴメス（SP）
特撮テレビドラマ『ウルトラマンアーク』第20話「受け継がれるもの」に登場。
羅角山に出現した古代怪獣。ゴメスの姿形をしているが、従来種よりも大型で、強酸性の溶解液・シトロネラアシッドは本来は苦手なはずだが、それによる攻撃にも無傷で、体を浮かせて飛行するという従来種ではありえない、特異点のゴメス。「SP」はSingular Point=特異点の略。
腹部からは反重力光線を出しており、アークとの戦いでは本来出すはずのない反射防壁のようなものや口と両手から発射する光線で追い詰めるが、反射防壁で反射した光線によって赤熱化したアークアイソードによって反射防壁ごと一刀両断される。その正体は、宇宙生命体スペッキオが擬態した姿であった。
- スーツアクター：新井宏幸

## その他の作品に登場するゴメス
- 『大怪獣バトル』のNEO5弾にゴメス（S）が技カードとして登場。スキルは「原初のチカラ」で、効果は「必殺技パワーが1減る代わりに、レイオニクスパワーが4増える」。
- 2011年4月14日に開かれた『ウルトラQ』のカラー化記念イベントには、カネゴンと共に出席した。また、『総天然色ウルトラQ』発売記念ムービー『ウルトラQファイト』では、ソフビ人形を見ていたところを邪魔に入ったガラモンと喧嘩になり、一旦はボディ・プレスを決めたもののガラモンの小回り攻撃に翻弄され、意識が朦朧となって倒される。
- 『ウルトラゾーン』第12話のアイキャッチでは、トラックに乗ったリトラを追いかける姿が描かれた[75]。
- 『ウルトラマンギンガ』では、「ダークスパークウォーズ」に参戦しており、その際に異形の手のモノによってスパークドールズへ変えられた。
- 『ウルトラマンF』では、インペイシャントによってサイボーグとして再現されたレプリカゴメスが登場する。
- ライブステージ
  - 『ウルトラライブステージ2000』では、冒頭に出現してザラブ星人の放ったニセウルトラセブンに倒される。
  - 『ウルトラマンフェスティバル2004ライブステージ』第2部「N〜もう一つの光〜」では、ダークザギにドラコ、ゴルザ、ザムリベンジャーと共に召還され、ドラコと共にゾフィー、初代ウルトラマン、ネオスと戦う。
  - 『ウルトラマンライブステージ2〜宇宙恐竜最強進化〜』では、クローンゼットンを使って地球侵略を企むレギュラン星人に操られて出現し、ウルトラマンガイアと戦う。
  - 『ウルトラマンフェスティバル2010』では、ウルトラマンベリアルの手下としてアリンドウと共にウルトラマンゼロと戦う。
  - 『ウルトラQファイト』では、円谷プロダクションにてペギラ・ゴメス・ガラモンのソフビ人形で遊んでいたところをガラモンに発見され、見せまいとするうちにガラモンの攻撃を受けて怒り狂い、ファイトを開始する。